# LZ 61
LZ 61 (военно-морское обозначение — L 21) — немецкий жёсткий дирижабль времён Первой мировой войны, построенный для Императорских военно-морских сил. В общей сложности цеппелин совершил 10 рейдов в небе Великобритании и 17 разведывательных полётов.

## Бомбардировочные рейды над территорией Великобритании
Дирижабль совершил 10 бомбардировочных рейдов над Великобританией в течение 1916 года.

### Бомбардировка Вест-Мидленда 31-го января 1916
Дирижаблю была поручена бомбардировка Ливерпульского порта и кораблей, находящихся в нём. Во время рейда дирижаблем командовал капитан-лейтенант Макс Дитрих.
В туманной погоде дирижаблю не удалось достичь Ливерпуля, поэтому бомбы были сброшены на территории Вест-Миндледа, расположенного в 80-ти километрах юго-восточнее заданной цели. В ходе рейда из-за бомбардировок умер 31 англичанин.
Вскоре дирижабль достиг Типтона, города, на который была сброшена часть бомбовой нагрузки. В результате бомбардировки было разрушено два дома, был повреждён газопровод. Погибло 14 человек.
Затем корабль провёл бомбардировку города Брэдли. В ходе бомбардировки погиб один человек, другой был тяжело ранен, после чего скончался в больнице.
После этого цеппелин произвёл бомбардировку Видсбери, в ходе которой одна из бомб была сброшена на завод Russells Crown Tube Works. Бомбардировка унесла жизни 13-ти человек.
Затем корабль произвел бомбардировку города Уолсолла. Бомбы попали в некоторые здания города, в том числе — в церковь «Road Congregational Church». Погибло 5 человек.
L 19 также совершил бомбардировку городов, приведённых выше, не причинив сильного ущерба, но на обратной дороге совершил аварийную посадку на воду, вследствие чего весь экипаж корабля утонул.

### Бомбардировка Йорка 2 мая 1916

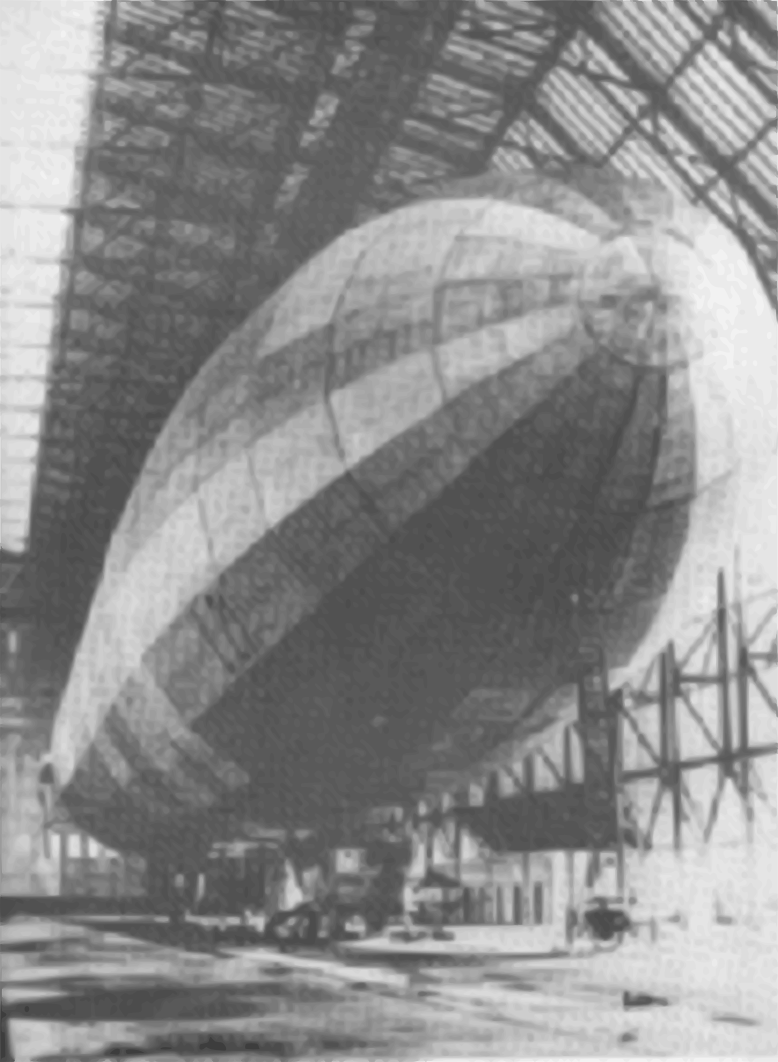
L 21 в ангаре. 1916 год.

2-3 мая 1916 года 7 дирижаблей (в том числе — L 21) предприняли бомбардировку Йорка. Бомбардировка длилась 10 минут, и входе неё умерли девять человек.
Бомбардировка началась началась на юго-западной окраине города: на пригород от Бишоптрофа до Дрингхаузес было сброшено 18 бомб, вследствие чего умерли двое военных. Бомбы попали в больницу Красного креста. Разрыв авиабомбы разрушил ещё один дом, убив двух человек.
Бомбы также были сброшены на Каролинской улице, Ньютон-Террас, Кайм-стрит и Peasholme Green. Разрывы авиабомб убили нескольких людей на St Saviour’s Place. Еще несколько бомб были сброшены на северо-восточную часть города.

### Налёт на Болтон 25 сентября 1916 года
Экипажам семи цеппелинов (среди этих дирижаблей был и L 21) приписывалось атаковать Дерби и Ноттингем.
Но цеппелину L 21 не удалось достичь указанной цели, он двинулся намного севернее.
По дороге к Болтону корабль сбросил 16 бомб на населённые пункты и другие объекты.
В тот день на Болтон было сброшено 23 бомбы.

## Командование
|                                 | С                    | До                  |
| ------------------------------- | -------------------- | ------------------- |
| капитан-лейтенант Макс Дитрих   | 19 января 1916 года  | 4 июля 1916 года    |
| Капитан Аугуст Штиллинг         | 24 июня 1916 года    | н/д                 |
| Обер-лейтенант Курт Франкенберг | 15 августа 1916 года | 28 ноября 1916 года |

## Места базирования
|           | С                    |
| --------- | -------------------- |
| Нордхольц | 19 января 1916 года  |
| Седдин    | 21 февраля 1916 года |
| Тённер    | 5 апреля 1916 года   |
| Нордхольц | 16 апреля 1916 года  |

## Гибель цеппелина

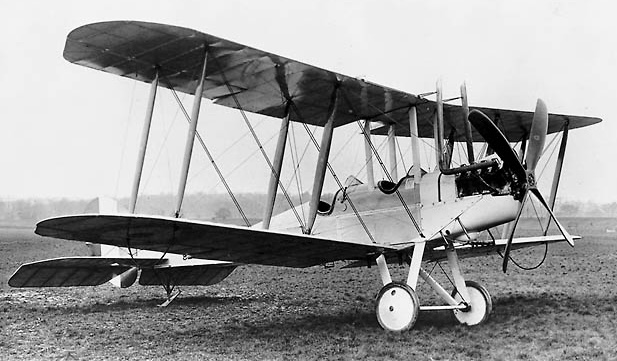
Royal Aircraft Factory B.E.2, экземпляр модели самолётов, атаковавших L 21.

L 21 в группе из десяти цеппелинов совершал бомбардировочный рейд над территорией Великобритании. После пересечения побережья цеппелин атаковал Лидс, но был отражён зенитным огнём.
После проведения серии атак на города Великобритании, L 21 совершал обратный путь через Северное море, но был перехвачен тремя пилотами RNAS: лейтенантом Эдвардом Лаллоном, лейтенантом Эгбертом Кэдбери и лейтенантом Джерардом Уильямом и Реджинальдом Файном на самолётах B.E.2. Дирижабль был обстрелян из самолётов, загорелся и приземлился в море недалеко от Лоустофта. Все члены экипажа цеппелина погибли.